# Netxàievka (Saràtov)
|  | Per a altres significats, vegeu «Netxàievka». |

Netxàievka (en rus: Нечаевка) és un poble de l'óblast de Saràtov, a Rússia, segons el cens del 2010 tenia 70 habitants. Pertany al districte municipal de Voskressénskoie.